# كارل براون (مغني)
كارل براون (بالألمانية: Carl Braun)‏ هو مغني ومغني أوبرا ألماني، ولد في 2 يونيو 1886 في مايزنهايم في ألمانيا، وتوفي في 1960 في هامبورغ في ألمانيا.